# Język amanab
Język amanab (zwany Awai) – język papuaski używany w prowincji Sandaun w Papui-Nowej Gwinei, w dystrykcie Amanab. Według danych z 2003 roku mówi nim ponad 4 tys. osób.
Należy do rodziny języków granicznych, łączącej szereg języków z pogranicza Indonezji i Papui-Nowej Gwinei.
Sporządzono opis jego gramatyki. Jest zapisywany alfabetem łacińskim.